# 向子車
向子車（?—?），子姓，向氏，名子車，宋国左师向巢、司馬向魋的弟弟。
前481年（鲁哀公十四年、宋景公三十六年），宋景公聯合左师向巢、司馬皇野进攻向魋。向魋想攻打宫里的宋景公，子车劝阻他，说：“不能事奉国君，又要攻打公室，百姓不会亲附，只是尋死。”向魋就进入曹地叛变。向魋失败逃亡卫国，再逃亡齐国。